# Lotta greco-romana ai Giochi della IX Olimpiade - Pesi medi
La competizione della categoria pesi medi (fino a 75 kg) di Lotta greco-romana dei Giochi della IX Olimpiade si è svolta dal 2 al 4 agosto al  Krachtsportgebouw a Amsterdam.

## Formato
Torneo con eliminazione alla seconda sconfitta. 

## Risultati
| Legenda                               | Legenda |
| ------------------------------------- | ------- |
| Lottatore senza sconfitte             |         |
| Lottatore con una sconfitta           |         |
| Lottatore con due sconfitte Eliminato |         |

### Primo Turno
| Atleta            |          | Atleta            | Ris.      |
| ----------------- | -------- | ----------------- | --------- |
| Ivar Johansson    | batte    | Émile Frantz      | Schienato |
| László Papp       | batte    | František Hala    | Ai punti  |
| Jean Saenen       | batte    | Émile Poilvé      | Ai punti  |
| Franja Palcovic   | batte    | Simon Balkema     | Schienato |
| Enrico Bonassin   | batte    | Alfred Larsen     | Schienato |
| Albert Kusnets    | batte    | Hermann Simon     | Ai punti  |
| Johannes Jacobsen | batte    | Nurettin Baytorun | Schienato |
| Otto Frei         | batte    | Antonio Walzer    | Ai punti  |
| Väinö Kokkinen    | Esentato | Esentato          | Esentato  |

### Secondo turno
| Atleta            |          | Atleta          | Ris.      |
| ----------------- | -------- | --------------- | --------- |
| Väinö Kokkinen    | batte    | Ivar Johansson  | Schienato |
| František Hala    | batte    | Émile Frantz    | Schienato |
| László Papp       | batte    | Émile Poilvé    | Schienato |
| Jean Saenen       | batte    | Simon Balkema   | Schienato |
| Enrico Bonassin   | batte    | Franja Palcovic | Ai punti  |
| Albert Kusnets    | batte    | Alfred Larsen   | Schienato |
| Nurettin Baytorun | batte    | Hermann Simon   | Ai punti  |
| Johannes Jacobsen | batte    | Otto Frei       | Schienato |
| Antonio Walzer    | Esentato | Esentato        | Esentato  |

### Terzo turno
| Atleta            |       | Atleta          | Ris.      |
| ----------------- | ----- | --------------- | --------- |
| Väinö Kokkinen    | batte | Antonio Walzer  | Schienato |
| František Hala    | batte | Ivar Johansson  | Schienato |
| László Papp       | batte | Jean Saenen     | Schienato |
| Albert Kusnets    | batte | Franja Palcovic | Schienato |
| Johannes Jacobsen | batte | Enrico Bonassin | Schienato |
| Nurettin Baytorun | batte | Otto Frei       | Schienato |

### Quarto turno
| Atleta         |       | Atleta            | Ris.      |
| -------------- | ----- | ----------------- | --------- |
| Väinö Kokkinen | batte | František Hala    | Schienato |
| László Papp    | batte | Enrico Bonassin   | Schienato |
| Jean Saenen    | batte | Nurettin Baytorun | Schienato |
| Albert Kusnets | batte | Johannes Jacobsen | Ai punti  |

### Quinto turno
| Atleta            |          | Atleta      | Ris.      |
| ----------------- | -------- | ----------- | --------- |
| Väinö Kokkinen    | batte    | László Papp | Schienato |
| Albert Kusnets    | batte    | Jean Saenen | Schienato |
| Johannes Jacobsen | Esentato | Esentato    | Esentato  |

### Sesto turno
| Atleta         |       | Atleta            | Ris.      |
| -------------- | ----- | ----------------- | --------- |
| Väinö Kokkinen | batte | Johannes Jacobsen | Schienato |
| László Papp    | batte | Albert Kusnets    | Ai punti  |

## Classifica finale
| Pos.    | Atleta            | Nazione        |
| ------- | ----------------- | -------------- |
| Oro     | Väinö Kokkinen    | Finlandia      |
| Argento | László Papp       | Ungheria       |
| Bronzo  | Albert Kusnets    | Estonia        |
| 4       | Johannes Jacobsen | Danimarca      |
| 5       | Jean Saenen       | Belgio         |
| 6       | František Hala    | Cecoslovacchia |
| 7       | Enrico Bonassin   | Italia         |
| 7       | Nurettin Baytorun | Turchia        |
| 9       | Ivar Johansson    | Svezia         |
| 9       | Franja Palcovic   | Jugoslavia     |
| 9       | Otto Frei         | Svizzera       |
| 9       | Antonio Walzer    | Argentina      |
| 13      | Émile Frantz      | Lussemburgo    |
| 13      | Émile Poilvé      | Francia        |
| 13      | Simon Balkema     | Paesi Bassi    |
| 13      | Alfred Larsen     | Norvegia       |
| 13      | Hermann Simon     | Germania       |